# Liste der Einträge im National Register of Historic Places im McIntosh County (Oklahoma)
Diese Liste der Einträge im National Register of Historic Places im McIntosh County (Oklahoma) enthält alle im McIntosh County, Oklahoma in das National Register of Historic Places eingetragenen Gebäude, Bauwerke, Objekte, Stätten oder historischen Distrikte.
Diese Liste entspricht dem Bearbeitungsstand des National Park Service/National Register of Historic Places vom 11. Oktober 2024.

## Legende
| NRHP | Historic Place                      |
| NHLD | National Historic Landmark District |
| HD   | National Historic District          |

## Aktuelle Einträge
| [ 2 ] | Name                                             | Bild                                  | Eintragsdatum                 | Lage | Ort          | Beschreibung |
| ----- | ------------------------------------------------ | ------------------------------------- | ----------------------------- | --- | ------------ | ------------ |
| 1     | Checotah Business District                       | weitere Bilder                        | 13. Sep. 1982 ID-Nr. 82003688 | Gentry Ave. zwischen der W. 1st und W. Main Street, Broadway Avenue, zwischen Lafayette und Spaulding Avenue 35° 28′ 12″ N, 95° 31′ 22″ W | Checotah     |              |
| 2     | Checotah City Hall                               | Checotah City Hall                    | 26. Juni 1998 ID-Nr. 98000733 | 201 N. Broadway 35° 28′ 15″ N, 95° 31′ 19,2″ W                                                                                            | Checotah     |              |
| 3     | Checotah MKT Depot                               | Checotah MKT Depot                    | 5. Sep. 1991 ID-Nr. 91001371  | Paul Carr Drive 35° 28′ 16″ N, 95° 32′ 12″ W                                                                                              | Checotah     |              |
| 4     | C.L. Cooper Building                             | C.L. Cooper Building                  | 22. März 1985 ID-Nr. 85000684 | S. B St. und Harrison 35° 17′ 3″ N, 95° 34′ 47″ W                                                                                         | Eufaula      |              |
| 5     | Eufaula Armory                                   | Eufaula Armory                        | 20. Mai 1994 ID-Nr. 94000481  | 48 Memorial Drive 35° 17′ 21″ N, 95° 34′ 54″ W                                                                                            | Eufaula      |              |
| 6     | Eufaula Business District                        | Eufaula Business District             | 14. Apr. 1988 ID-Nr. 88000400 | Main Street, zwischen Pine und Grand Street 35° 17′ 12″ N, 95° 34′ 55,9″ W                                                                | Eufaula      |              |
| 7     | First Soil Conservation District Dedication Site |                                       | 20. Sep. 1982 ID-Nr. 82003689 | nördlich von Eufaula 35° 18′ 28″ N, 95° 37′ 0″ W                                                                                          | Eufaula      |              |
| 8     | Honey Springs Battlefield                        | Honey Springs Battlefield             | 29. Sep. 1970 ID-Nr. 70000848 | nördlich von Rentiesville 35° 32′ 41″ N, 95° 28′ 41″ W                                                                                    | Rentiesville |              |
| 9     | Johnson Lake Shelters                            |                                       | 15. Dez. 1978 ID-Nr. 78003086 | Adresse nicht veröffentlicht | Warner       |              |
| 10    | McIntosh County Courthouse                       | McIntosh County Courthouse            | 22. März 1985 ID-Nr. 85000683 | 110 N. 1st Street 35° 17′ 13″ N, 95° 35′ 3″ W                                                                                             | Eufaula      |              |
| 11    | Methodist Episcopal Church, South                | Methodist Episcopal Church, South     | 13. Nov. 1984 ID-Nr. 84000462 | 419 W. Gentry Street 35° 28′ 14″ N, 95° 31′ 27,8″ W                                                                                       | Checotah     |              |
| 12    | Oklahoma Odd Fellows Home at Checotah            | Oklahoma Odd Fellows Home at Checotah | 14. Juni 2001 ID-Nr. 01000660 | 211 W. North Street 35° 28′ 46″ N, 95° 31′ 15″ W                                                                                          | Checotah     |              |
| 13    | Rock Front                                       | Rock Front                            | 22. Juni 1984 ID-Nr. 84003152 | Broadway 35° 12′ 50″ N, 95° 55′ 34″ W | Vernon       |              |
| 14    | Slippery Moss Shelter                            |                                       | 15. Dez. 1978 ID-Nr. 78003085 | Adresse nicht veröffentlicht | Texanna      |              |
| 15    | Tabor House                                      | Tabor House                           | 23. Sep. 1996 ID-Nr. 96000979 | 631 W. Lafayette 35° 28′ 13″ N, 95° 31′ 40″ W                                                                                             | Checotah     |              |